# North Vanlaiphai
North Vanlaiphai es un pueblo  situado en el distrito de Serchhip,  en el estado de Mizoram (India). Su población es de 3602 habitantes (2011). 

## Demografía
Según el censo de 2011 la población de North Vanlaiphai era de 3602 habitantes, de los cuales 1814 eran hombres y 1788 eran mujeres. North Vanlaiphai tiene una tasa media de alfabetización del 98,04%, superior a la media estatal del 91,33%: la alfabetización masculina es del 97,90%, y la alfabetización femenina del 98,17%.